# Шекінська ханська мечеть
Шекінська ханська мечеть (азерб. Şəki xan məscidi — історико-архітектурна пам'ятка XVIII століття. Знаходиться в місті Шекі в Азербайджані.
У червні 2019 року мечеть разом з іншими памятками Шекі внесена до списку світової спадщини ЮНЕСКО.

## Історія
Місто Шекі, в період правління Шекінського хана Магомеда Хусейна, переживало небувалий підйом. Поліпшилося життя народу, були зведені мечеті, кріпосна стіна. Одним з найкращих архітектурних творінь часів правління Магомеда Хусейн хана і вважається Ханська мечеть, побудована в 1769/1770 роках недалеко від базарної площі, в кварталі Базарбаши.
Для будівництва мечеті використовувалися місцеві будівельні матеріали — річковий камінь, обпалена цегла, вапно, кераміт, дуб, ліщина, тополя. У мечеті є зовнішня арочна галерея. Мінарет, включений до загального комплексу мечеті, робить зодчеський вигляд мечеті ще красивіше. Внутрішнє оздоблення мечеті дуже просте, різнокольорові вікна-панно додають колориту інтер'єру, а розташовані у дворику мечеті чинари і басейн додають особливої барвистості всьому комплексу.
Поряд з мечеттю розташований цвинтар з надгробками, прикрашеними особливими візерунками та орнаментом. Тут поховані шекінські хани, члени їх родин та рідні, тому кладовище і називається «ханським кладовищем».
За радянських часів мечеть спочатку використовувалася як склад, а в період з 1978 по 1994 роки, як «Будинок інтелігенції». У 1994 році місцеві жителі відремонтували і відновили мечеть.
Нині Ханська мечеть, а також кладовище і мінарет перед мечеттю знаходяться під державною охороною.